# Edoxaban
Edoxaban is een nieuw oraal anticoagulantium (NOAC) dat ingrijpt in de bloedstolling door het remmen van factor Xa. In tegenstelling tot de klassieke anticoagulantia mist het een middel zoals vitamine K dat de werking kan couperen. Het is ontwikkeld door de firma Daiichi Sankyo, onder de naam Lixiana®.
De fase III studie van edoxaban is gepubliceerd in 2013. Het middel is in 2015 goedgekeurd door EMA.

## Indicatie
Preventie van beroerte en systemische embolie bij volwassen patiënten met niet-valvulair atriumfibrilleren (nvAF), ook wel boezemfibrilleren, met een of meer risicofactoren zoals congestief hartfalen, hypertensie, leeftijd ≥ 75 jaar, diabetes mellitus, eerdere beroerte of transiënte ischemische aanval (TIA).
Behandeling van veneuze trombo-embolische voorvallen (DVT) en pulmonaire embolie (PE) bij volwassenen en voor de preventie van herhaalde DVT en PE bij volwassenen.
De dosering is 1 keer 60 mg per dag, met de mogelijkheid om de dosis te reduceren naar 30 mg per dag als aan een van de dosisreductiecriteria wordt voldaan, namelijk een creatinineklaring van minder dan 30 ml/min, een lichaamsgewicht van minder dan 60kg of gelijktijdig gebruik van een van de volgende P-glycoproteïneremmers: dronedarone, ciclosporine, erytromycine en ketoconazol.

## Kinetische gegevens
De biologische beschikbaarheid is 62%. Na inname wordt de maximale bloedspiegel na circa 1,5 uur bereikt. De metabolisering verloopt via CYP3A4 tot inactieve omzettingsproducten. De halveringstijd is circa 12 uur. Het gebruik wordt niet aanbevolen bij een creatinineklaring lager dan 15 ml/min.

## Interacties
Edoxaban is een substraat voor CYP3A4 en P-glycoproteïne. Gelijktijdige toediening van geneesmiddelen die sterke remmers (dronedarone, ciclosporine, erytromycine en ketoconazol) zijn van CYP3A4 en P-glycoproteïne) wordt niet aanbevolen wegens een mogelijk klinisch belangrijke stijging van de plasmaconcentratie van edoxaban.

## In Nederland opgenomen in het basispakket
Voor de kortdurende indicatie wordt edoxaban door de CVZ als gelijkwaardig beschouwd aan rivaroxaban en is opgenomen in het basispakket van medicijnen. De levenslange indicatie is per maart 2013 eveneens onder voorwaarden opgenomen.